# Marian Kamil Dziewanowski
Marian Kamil Dziewanowski (ur. 19 maja?/1 czerwca 1913 w Żytomierzu, zm. 18 lutego 2005 w Milwaukee (Wisconsin, USA)) – polski historyk emigracyjny, sowietolog, pisarz i dziennikarz, oficer rezerwy kawalerii Wojska Polskiego i Polskich Sił Zbrojnych na Zachodzie, profesor Boston University i University of Wisconsin-Milwaukee w Milwaukee (USA), członek Polskiej Akademii Umiejętności, członek Korporacji Akademickiej Arkonia.

## Lata młodości
Urodził się i wychował w rodzinie ziemiańskiej. Na Ukrainie przeżył wydarzenia rewolucji 1917, okupację niemiecką po pokoju brzeskim w 1918 i wydarzenia wojny domowej na Ukrainie. Rodzina Dziewanowskich po wkroczeniu Wojska Polskiego do Żytomierza w kwietniu 1920 poprzez Kijów ewakuowała się do Warszawy. Po przyjeździe do Warszawy uczył się między innymi w Gimnazjum Księży Pijarów w Rakowicach pod Krakowem, w Liceum Krzemienieckim, maturę zdawał w Gimnazjum Księży Marianów na Bielanach pod Warszawą. Studiował prawo na Uniwersytecie Warszawskim, zrobił dyplom w Instytucie Francuskim. W trakcie studiów został przyjęty do korporacji akademickiej Arkonia. Od 15 sierpnia 1932 do 30 czerwca 1933 był uczniem Szkoły Podchorążych Rezerwy Kawalerii w Grudziądzu. Następnie odbył dwumiesięczną praktykę w 1 pułku ułanów w Augustowie. Na stopień podporucznika został mianowany ze starszeństwem z 1 stycznia 1935 i 150. lokatą w korpusie oficerów rezerwy kawalerii. Po promocji oficerskiej przeniesiony do 3 pułku szwoleżerów w Suwałkach.
W Gimnazjum Marianów poznał Edmunda Osmańczyka, który w 1936 ściągnął go do pracy w mieszczącej się w Berlinie Centrali Prasowej Związku Polaków w Niemczech. Po pół roku został korespondentem Polskiej Agencji Telegraficznej w Berlinie i pracował w tym charakterze w latach 1937–1938. Z bliska obserwował przygotowania Hitlera do wojny; obsługiwał wizytę Benito Mussoliniego w Niemczech, był świadkiem zajęcia Austrii. Nie miałem wątpliwości, że była to banda zbrodniczych kryminalistów – wspominał później.

## Lata II wojny światowej
Po zmobilizowaniu walczył w składzie 3 pułku szwoleżerów, we wrześniu 1939 roku, po niemieckiej agresji na Polskę. Po najeździe sowieckim 17 września 1939 pewnego dnia rano pułk stoczył walkę z Niemcami na zachodnim froncie, zaś wieczorem walczyli już z Armią Czerwoną. Dostał się do niewoli radzieckiej,  ale dzięki znajomości rosyjskiego zdołał zbiec. Poprzez Łotwę i Szwecję przedostał się do Francji, a następnie z resztkami Armii Polskiej we Francji ewakuował się do Anglii na pokładzie MS „Batory”. Wobec biegłej znajomości niemieckiego został tłumaczem-instruktorem w Instytucie Spadochroniarstwa i Sabotażu (The Institute of Parachutists and Saboteurs) w Wielkiej Brytanii, gdzie szkolono cichociemnych. Tam, w klubie golfowym, poznał swoją przyszłą żonę, Adę – która uciekając przed Niemcami przez Litwę i Szwecję (gdzie spędziła trzy lata) dotarła do Londynu.

## Emigracja
Dziewanowski pracował też w tajnej Rozgłośni Polskiej „Świt”, która nadawała z Londynu na kraj (pozorując radiostację nadającą z kraju). W 1944 wysłano go do Waszyngtonu jako pomocnika attaché wojskowego Rządu RP na uchodźstwie do spraw prasy i propagandy. Tłumaczył tam między innymi wystąpienia Prezydenta USA, Franklina Delano Roosevelta.
Po zakończeniu wojny Dziewanowscy pozostali na emigracji w Stanach Zjednoczonych. Dziewanowski zapisał się na Uniwersytet Harvarda, gdzie zrobił w 1951 doktorat z historii – był to pierwszy po wojnie przewód doktorski na tej uczelni dotyczący historii Rosji i Europy Wschodniej.
Obywatelstwo USA uzyskał w 1953. Pracował jako wykładowca w Boston College do roku 1965, potem w Boston University – do 1978. Żył historią, ponieważ zetknął się osobiście z Hitlerem, Goebbelsem, Churchillem, Rooseveltem... Był świadkiem historii, począwszy od rewolucji bolszewickiej. W 1979 Dziewanowski związał się z Uniwersytetem Stanu Wisconsin w Milwaukee (UWM) jako profesor historii Polski i krajów Europy Wschodniej. Pięcioletni związek Dziewanowskiego z UWM ukoronował działania stanowego oddziału Kongresu Polonii Amerykańskiej, polonijnej społeczności i polonijnych działaczy, członków stanowego Senatu – na uczelni umocniły się bowiem dwie liczące się kierunki nauki – literatury i języka polskiego oraz historii Polski. Członek Polskiego Towarzystwa Naukowego na Obczyźnie (od 1960).

## Działalność naukowo-publicystyczna
Napisał szereg prac, m.in. A History of Soviet Russia, The Communist Party of Poland, Poland in the 20th Century, War at Any Price. World War II in Europe 1939-1945, Alexander I: Russia Mysterious Tsar (także po polsku: Aleksander I: Car Rosji Król Polski). W katalogu Biblioteki Kongresu USA można znaleźć 19 pozycji jego autorstwa.

## Publikacje
- Śląsk Opolski, Rzym: nakł. Oddziału Kultury i Prasy 2 Korpusu, 1945.
- (editor) Poland to-day as seen by foreign observers, The Polish freedom movement, „Independence and Democracy” London 1946;
- Nie jesteśmy sami. O krajach i narodach Międzymorza. Londyn 1947, Biblioteka Polska w Wlk. Brytanii,
- The Communist Party of Poland: an outline of history. Cambridge, Mass.,1959 (1976), Harvard University Press, ISBN 0-674-15055-4.
- Joseph Pilsudski: a European federalist,1918-1922, Hoover Institution Press, Stanford, Calif., 1969, ISBN 8179-1791-8.
- Poland in the twentieth century, New York 1977; Columbia University Press ;ISBN 0-231-03577-2.
- Leon Petrażycki, New York: The Polish Institute of Arts and Sciences of America 1981.
- A history of Soviet Russia and its aftermath, Prentice-Hall (wyd. 5 od 1979) Upper Saddle River, N.J., 1997 ISBN 0-13-392159-X.
- Lord Wellington, pogromca Napoleona, Wrocław 1997 Wydawnictwo Atla 2, ISBN 83-86882-70-0.
- Alexander I – Russia’s Mysterious Tsar, New York 1990, Hippocrene Books ISBN 0-87052-898-X.
- War at any price. World War II in Europe, 1939-1945, Prentice-Hall, Englewood Cliffs, N.J. 1987, 1991 ISBN 0-13-944331-2.
- Aleksander I – car Rosji, król Polski, Wrocław 2000, Wydawnictwo Atla 2, ISBN 83-86882-23-9.
- Napoleon Bonaparte: kochanek, polityk, mistrz propagandy. Wyd. Atla 2, Wrocław 1998, ISBN 83-86882-41-7.
- Książę wielkich nadziei: biografia księcia Adama Jerzego Czartoryskiego. Wrocław 1998, Wydawnictwo Atla 2, ISBN 83-86882-95-6.
- Russia in the twentieth century(6th ed.), Prentice Hall, Upper Saddle River, N.J. 2003 ISBN 0-13-097852-3.
- Jedno życie to za mało. Kartki z pamiętnika niepoprawnego optymisty. Toruń 1994, Wydawnictwo Adam Marszałek, ISBN 83-86229-20-9. Wspomnienia z lat 1919–1992, dotyczące wojny domowej na Ukrainie, studiów prawniczych na Uniwersytetach Jagiellońskim i Warszawskim, nauki w Instytucie Francuskim w Warszawie i Szkole Podchorążych Rezerwy Kawalerii w Grudziądzu (1933), pracy w charakterze korespondenta PAT-u w Berlinie (1937-39), kampanii wrześniowej, internowania na Litwie, pracy w sekcji polskiej BBC w Londynie, po wojnie pracy profesora w Boston College, Uniwersytetu Harvard i Uniwersytetu stanu Wisconsin w Milwaukee